# Cirratulus africanus
Cirratulus africanus är en ringmaskart som beskrevs av Gravier 1906. Cirratulus africanus ingår i släktet Cirratulus och familjen Cirratulidae. Inga underarter finns listade i Catalogue of Life.